# Мицена
Мице́на (лат. Mycena) — род грибов семейства Миценовые (Micenaceae).
Мицены — мелкие грибы-сапротрофы. Шляпка коническая или колокольчатая, диаметр редко превышает несколько сантиметров. Ножка тонкая, ломкая. Большинство мицен серого или коричневого цвета, но есть и яркоокрашенные виды. Пластинки приросшие, споровый порошок у всех видов белого цвета. Некоторые виды отличаются друг от друга лишь по микроскопическим признакам. Некоторые виды ядовиты (например, мицена чистая, содержащая мускарин и Mycena cyanorrhiza, содержащая псилоцибин), а некоторые съедобны, но слишком мелкие. Род объединяет около 200 видов, из которых примерно 60 произрастает на территории России и других государств бывшего СССР.

## Представители
Согласно базе данных Catalogue of Life на ноябрь 2023 года род включает 1349 вида, некоторые из них:
- Mycena acicula (Schaeff.) P. Kumm., 1871 — Мицена игловидная
- Mycena adscendens (Lasch) Maas Geest., 1981 — Мицена поникшая
- Mycena cinerella (P. Karst.) P. Karst., 1879 — Мицена пепельная
- Mycena crocata (Schrad.) P. Karst., 1871 — Мицена шафранная
- Mycena cyanorrhiza Quél., 1875
- Mycena epipterygia (Scop.) S.F.Gray, 1821 — Мицена липкая
- Mycena filopes (Bull.) P. Kumm., 1871
- Mycena galericulata (Scop.) S.F.Gray, 1821 typus — Мицена колпаковидная
- Mycena galopus (Pers.) P. Kumm., 1871 — Мицена молочная
- Mycena haematopus (Pers.) P. Kumm., 1871 — Мицена кровяноножковая
- Mycena inclinata (Fr.) Quél., 1872 — Мицена наклонённая
- Mycena interrupta (Berk.) Sacc., 1887
- Mycena leaiana (Berk.) Sacc., 1891
- Mycena leptocephala (Pers.) Gillet, 1876 — Мицена тонкошляпковая
- Mycena metata (Secr. ex Fr.) P. Kumm., 1871
- Mycena polygramma (Bull.) S.F.Gray, 1821 — Мицена полосатоножковая
- Mycena pseudocorticola Kühner, 1938
- Mycena pura (Pers.) P. Kumm., 1871 — Мицена чистая
- Mycena rosea (Schumach.) Gramberg, 1912
- Mycena rubromarginata (Fr.) P. Kumm., 1871 — Мицена краснокраевая
- Mycena sanguinolenta (Alb. & Schwein.) P. Kumm., 1871 — Мицена красномлечная
- Mycena speirea (Fr.) Gillet, 1874
- Mycena stipata Maas Geest. & Schwöbel, 1987
- Mycena strobilicola J. Favre & Kühner, 1938
- Mycena stylobates (Pers.) P. Kumm., 1871 — Мицена дисковидная
- Mycena viscidocruenta Cleland, 1924